# Видавництво Марка Мельника
Видавництво Марка Мельника (markobook) — українське видавництво, створене 2014 року як редакція першого фронтового часопису полку «Азов» та офіційно зареєстроване як підприємство 6 червня 2016 року. Проєкт військових-добровольців та волонтерів, які вперше в Україні налагодили видання ветеранської літератури. Основний напрямок видавництва — твори учасників війни на Сході України, проте спектр тем довершується за рахунок різнопланових патріотичних видань: ідеологічної, дитячої, історичної, науково-популярної, художньої літератури та поезії.

## Мета
Створення ідеологічного базису для ефективного протистояння загрозам, які відкрились для українського суспільства в нинішню епоху історичної турбулентності. Втрачені або незасвоєні знання про минуле, критичне відображення сучасності та формування ідеологем і сенсів, здатних трансформувати наше суспільство є головними цінностями, які прагне поширити видавництво.

## Історія

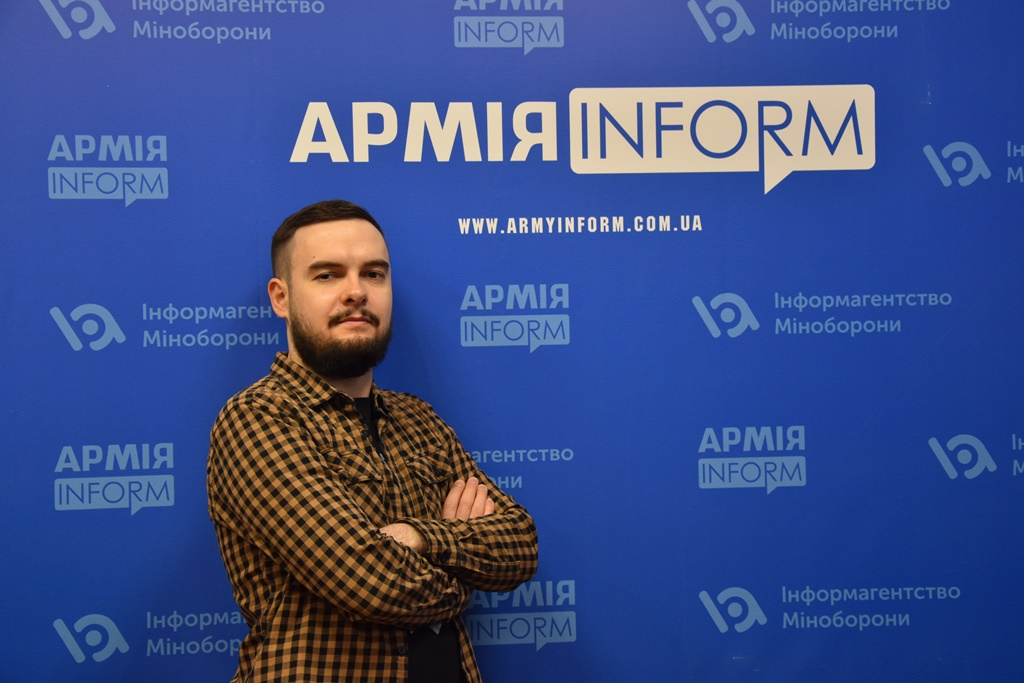
Марко Мельник, лютий 2022 року

Видавничий проєкт започаткований учасником Революції гідності та добровольцем полку «Азов» Марком Мельником, який 2014 року налагодив видання першого фронтового часопису — офіційного друкованого видання полку «Азов» (свідоцтво про державну реєстрацію — КВ № 21522-11422Р від 08.09.2015), який видавався у 2014 і 2015 році. Після звільнення з військової служби офіційно зареєстрував видавництво.
Видавництво випускало книги під такими брендами: видавництво Цивільного Корпусу «Азов» (2015—2016 рр.), видавництво «Орієнтир» (2016—2018 рр.), видавництво «Холодний Яр» та markobook (починаючи з 2018 року).
З 2018 року Марко Мельник — заступник Голови історичного клубу «Холодний Яр» з видавничої діяльності.
З 2016 до 2020 року у видавництві Марка Мельника побачили світ понад 100 книг загальним накладом понад 60 000 примірників.
Основна тематика: мемуаристика, ідеологія, історія, дитячі патріотичні книжки, філософія, українська художня література, мотиваційні книжки.

## Видання
- Хосе Ортега-і-Гассет. «Повстання мас» (2025)
- Євген Матвієнко, Євген Букет, Олексій Дєдуш. «Шевченків сад. Родові дерева Моринців і Кирилівки» (2025)
- Михайло Агафонов, Сергій Триліс. «Лісник. Людина-таємниця» (2024)
- Олександр Бугела. «Південний Бандерштат» (2024, 2025)
- Михайло Горловий. «Краса правічна» (2024)
- Роман Коваль. «Таємниця отамана Зеленого» (2024)
- Юрій Горліс-Горський «Це було давно…» (упорядник Роман Коваль, 2024)
- Євген Букет. «The 30 Wars wiZ the Cursed Neighbour» (2024)
- Євген Букет. «30 війн із Zaклятим сусідом» (2023, 2025)
- Валерій Пузік. «Тимчасово невстановлені» (2023)
- Валерій Пальчик. «Дружба, скріплена кров'ю. УНСО і Грузія» (2023)
- Роман Коваль. «Шляхетні серця» (2023)
- Роман Коваль. «Побратима мого зачепила куля вражая» (2023)
- Упорядник Олег Однороженко. «Український націоналізм. Основи ідеології» (2023)
- Ольга Сємьонова-Тян-Шанська. «Життя „Івана“» (2023, 2025)
- Олександр Солонько. «Інфодемія» (2023)
- Упорядник Марко Мельник. «Біохакінг» (книга, написана штучним інтелектом, 2023)
- Олекса Різників. «Під пресом репресій» (2023)
- Ігор Гирич (загальна редакція). «Євген Букет. Біобібліографічний покажчик» (2022)
- Роман Коваль (упорядник). «Тарас Силенко, співець непримиренної України» (2022)
- Роман Коваль. «Коростишів у боротьбі за УНР» (2022)
- Юрій Коцегуб. «Болбочан. Вірний присязі» (2022)
- Євген Букет. «Фастів козацький і гайдамацький» (2021, 2025)
- «„Чорні дошки“ України. Чернігівська область» (2021)
- Навчальний посібник для вчителів «Голодомор 1932—1933 років — геноцид української нації» (2021)
- Анна Пахомова (упорядник). «Бо кохаю» (2021)
- Ксенія Кід. «Темна сторона матері» (2021)
- Упорядники Батирєва Ірина; Коцур Юлія. «Проблема екзистенційного вибору під час Голодомору-геноциду: матеріали Міжнародної науково-практичної конференції (20 листопада 2019 р.)» (2020)
- Сашко Обрій. «Сокира сатири» (2021)
- Костянтин Дикань. «Поміж часом» (2021)
- Денис Богуш. «Козак-характерник або таємна наука діда Архипа» (2021)
- Роман Коваль, Юрій Юзич. «Микола Міхновський. Свідчення, спогади, документи» (2021, 2023, 2025)
- Роман Коваль, Юрій Юзич. «Микола Міхновський. Свідчення, спогади, документи. SVASTONE Edition» (2021)
- Лариса Ніцой. «Бджілка» (2021)
- Оксана Чорна. «Callsign Cassandra» (2021)
- О. Петришин, М. Герасименко, О. Стасюк. «Геноцид українців 1932—1933. За матеріалами досудових розслідувань» (2021)
- Анна Пахомова (упорядник). «Потайсвіт. Інакші» (2021)
- Іван Канівець. «Циндао-Відень-Київ» (2021)
- Олександр Воробєй. «Український ножовий бій. Основи» (англійською мовою, 2020)
- Олександр Воробєй. «Час вовка» (2020)
- Олеся Стасюк (упорядник). «Рафаель Лемкін. Радянський геноцид в Україні (стаття 33 мовами)» (2020)
- Роман Коваль «Жінки у Визвольній війні» (2020, 2025)
- Ігор Загребельний. «Європейські хроніки» (2020)
- Василь Голобородько. «Зміст української народної казки. Том 1» (2020)
- Анна Пахомова (упорядник). «Потайсвіт» (2020)
- Андрій Ковальов. «Як гартувалася державність» (2020)
- Роман Коваль, Юрій Юзич. «Полковник Болбочан. Спогади, свідчення, документи» (2020)
- Лариса Ніцой. «Казка про славного Орленка» (2020)
- Микола Сігнаєвський. «Мої спогади» (2020)
- Василь Голобородько. «Вірші лісові. Загадки відсутності» (2020)
- Оксана Бондарчук. «Якби я стала янголом» (2020)
- Олександр Кореньков. «„Ісламська держава“: наймасштабніша битва сучасності» (2020, 2022)
- Василь Марочко. «Йосип Сталін — фельдмаршал Голодомору» (2020)
- Роман Коваль. «„Подєбрадський полк“ Армії УНР. Том 3» (2020)
- Роман Коваль. «Донбас. Радість і біль. 2014—2020» (2020)
- Роман Коваль. «Житомирщина в боротьбі» (2020)
- Віктор Моренець. «Дві окупації: Чернігівщина 1940-х років» (2020)
- Назарій Вівчарик. «Сьоме попередження» (2020)
- Юрій Коцегуб. «З Україною в серці, з шаблею в руці» (2019, 2022)
- Павло Гай-Нижник. «Два перевороти — 1918» (2019)
- Олексій Бешуля (упорядник). «Володимир Жаботинський. Здобудеш державу Ізраїль» (2019)
- Роман Коваль. «„Подєбрадський полк“ Армії УНР. Том 2» (2019)
- Борис Гошко. «Люди війни» (2019)
- Борис Гошко. «Тил» (2019)
- Лариса Ніцой. «Незламні мураші» (2019)
- Лариса Ніцой «Дві бабуськи в незвичайній школі або скарб у візку» (2019)
- Лариса Ніцой «Автомобільчик» (2019)
- Лариса Ніцой «Навіщо песикові гавкати» (2019)
- Лариса Ніцой «Неслухи і вередулі» (2019)
- Оксана Чорна. «Позивний Кассандра: ЛІТО-2015» (2019)
- Юрій Коцегуб. «Болбочан: поміж двох вогнів» (2019)
- Ксенія Кід. «Приготуй мені гарячого глінтвейну» (2019)
- Роман Коваль «Батькам скажеш, що був чесним» (2019)
- Оксана Чорна. «Позивний Кассандра: ЛІТО-2015» (російською мовою, 2019)
- Олексій Бешуля (упорядник). «Володимир Сікевич: донецький бліцкриг — 1918» (2019)
- Вадим Прокопенко. «Дідові історії» (2019)
- Василь Марочко (упорядник). «Голод 1946—1947 рр. в Україні: колективна пам'ять» (2019, 2025)
- Баланюк Ю. В., Моркляник Б. В., Якубовський І. В. «Сила безсилих?: явище дисидентства у творенні незалежної України» (2019)
- Сергій Пономаренко. «Квартири» (2019)
- Олеся Стасюк. «Нариси про Голодомор» (2020)
- Євген Букет (упорядник). «Коліївщина: право на повстання» (2020, 2025 (перероблене і доповнене))
- Віктор Тимченко. «Модерний націоналізм. Шлях до нового суспільства» (2019)
- Роман Коваль. «Здолати Росію» (2018, 2023)
- Олександр Воронюк. «Філософія сакрального» (2018)
- Валентин Долгочуб. «Язичники атомного віку» (2018)
- Олександр Воробєй. «Український ножовий бій. Основи» (2018)
- Олег Трайдакало. «Майдан. Погляд зсереднии» (2018, 2019)
- Роман Глєбов. «Ниточки» (2018)
- Вадим Прокопенко. «Дідові історії» (2018)
- Лідія Сорока. «Фортуна — жінка з характером» (2018)
- Ірина Мацко, Богдан Мельничук. «Гомін волі» (2018)
- Олена Семеняка (упорядник). «Антологія європейського націоналізму» (білігнва українською та англійською мовами, 2017)
- Андрій Бондарчук. «Україна. Голод 1946—1947 років: непокараний злочин, забуте добро» (2017)
- Роман Коваль. «Яків Орел-Гальчевський: боротьба та філософія боротьби» (2017)
- Микола Кравченко. «Чеченська кампанія УНСО» (2017)
- Микола Кравченко. «Придністровська кампанія УНСО» (2017)
- Микола Кравченко. «Українські добровольці грузинської громадянської війни» (2017)
- Микола Кравченко. «Українська аргонавтика. Закордонна діяльність УНСО (1991—2001 рр.)» (2017)
- Яна Степанковська (редактор). «До питання організації. За матеріалами ОУН 1940-х років» (2017)
- Фрідріх Ніцше. «Так казав заратустра» (2017)
- Платон. «Держава» (2017, 2021)
- Юліус Евола. «Повстання проти сучасного світу» (2017)
- Сергій Пономаренко. «Адеми. День тиші» (2017)
- Сергій Скальд. «Навиліт. Рими калібру 5,45» (2017)
- Олена Семеняка (упорядник). «Реконкіста: збірка матеріалів 2015—2016 рр.» (англійською мовою, 2017)
- Дейв Формен, Біл Хейвуд (упорядники). «Екотаж. Радикальне керівництво з природоохорони» (2017)
- «Широкинська операція» (2017)
- «Азов. Професійний солдат» (2017)
- Журнал «NOVA», випуск 1 (2017)
- Віктор Моренець, Роман Коваль, Юрій Юзич. «Сумщина в боротьбі» (2017)
- Позивний Хорт. «Останні посмішки Іловайська» (2017)
- «День провокатора. Спогади Першогрудневого повстання 01.12.2013» (англійською мовою, 2016)
- Позивний Крим. «Війна у соняшниках» (2016)
- Микола Кравченко (упорядник). «Фундамент українського націоналізму» (2016)
- Позивний Воланд. «Вальгала-експрес» (2016)
- Позивний Воланд. «Вальгала-експрес» (російською мовою, 2016)
- Позивний Воланд. «Вальгала-експрес» (англійською мовою, 2016, 2022)
- Валерій Пальчик. «УНСО: перший посвист куль» (2016, 2019, 2021 (доповнене та перероблене))
- Данило Коваль. «Історія українського Криму» (2016)
- Владислав Дутчак. «Повстанський рух на території Катеринославської та Херсонської губерній 1917-1930-ті рр. Події та постаті, що змінювали хід історії» (2016)
- Анатолій Снітко (упорядник). «Він став героєм у бою» (2016)
- Позивний Рудик. «Щоденник „фашиста“» (2016)
- Микола Кравченко. «Ідеологічна спадкоємність: український націоналістичний рух ІІ половини ХХ століття» (2016)
- «День провокатора. Спогади Першогрудневого повстання 01.12.2013» (2016)
- Позивний «Вирій». «Жадання фронту» (2016, 2017, 2019)
- Роман Коваль. «Філософія сили» (2016, 2021)
- Ярослав Оршан. «Доба націоналізму» (2015)
- Ярослав Стецько. «Дві революції» (2015)
- Микола Сціборський. «Націократія» (2015, 2018)
- Михайло Колодзінський. «Українська воєнна доктрина» (2015)
- Микола Міхновський. «Самостійна Україна» (2015)
- Олена Семеняка. «Націократія: збірка листівок» (різними мовами, 2015)

## Цікаві факти
- Головнокомандувач Збройних сил України Валерій Залужний має в особистій колекції книгу видавництва Марка Мельника «„Ісламська держава“: наймасштабніша битва сучасності» авторства Олександра Коренькова[3].
- Книга зі статтею Рафаеля Лемкіна про геноцид української нації у перекладі на 33 мови, що вийшла у видавництві markobook, потрапила до особистої бібліотеки Папи Римського Франциска як подарунок від прем'єр-міністра України Дениса Шмигаля[4].
- Книга Романа Коваля, що вийшла у видавництві Марка Мельника «Микола Міхновський. Свідчення, спогади, документи» здобула титул «Книжки року» (за результатами голосування 2021 року)[5].
- На початку широкомасштабного вторгнення РФ в Україну 2022 року колектив видавництва Марка Мельника передав Збройним силам України та іншим підрозділам автомобілі, засоби зв'язку, дрони, медикаменти, засоби захисту та інше спорядження на понад 400 тисяч доларів у співпраці з фондом «Повернись живим», медичним батальйоном «Госпітальєри» та організацією «Армія SOS»[6].
- У листопаді 2022 так звана «Генеральна прокуратура РФ у ДНР» заочно засудила видавця Марка Мельника за видання «екстремістської літератури», зокрема за видання, що містять свідчення про злочини російських військових в Україні протягом 2014—2015 років.